# Kálmán Ghyczy

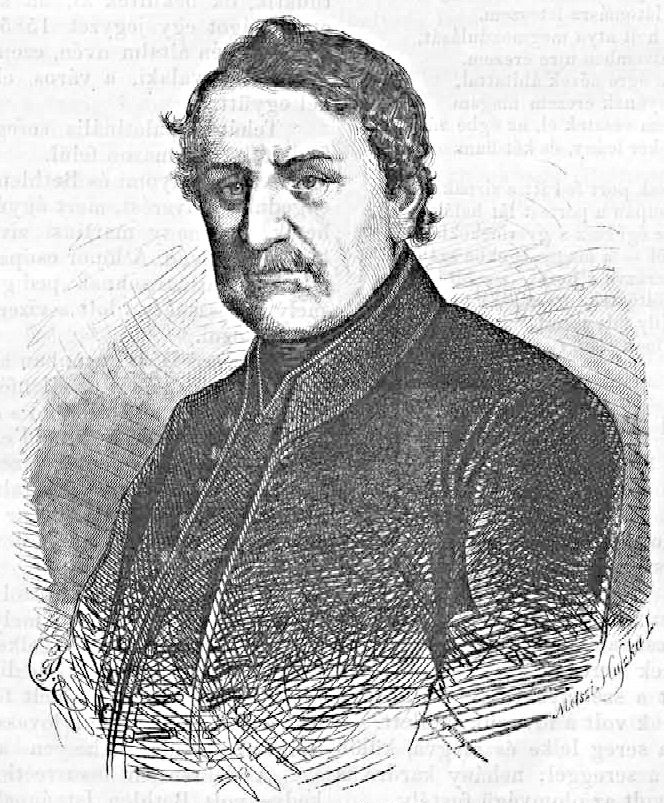
Kálmán Ghyczy.

Kálmán Ghyczy eller Koloman von Ghyczy, född 2 februari 1808 i Komárom, död 28 februari 1888 i Budapest, var en ungersk jurist och politiker.
Ghyczy var justitieminister september–december 1848 samt från 1861 president i representantkammaren. Han ledde där de närmaste åren en inflytelserik vänsterfraktion, som ville uppnå en endast formell personalunion med Österrike. Efter förlikningen 1867 slog Ghyczy om och samarbetade som ledare för ett centerparti med Ferenc Deáks anhängare. Åren 1874–1875 var Ghyczy finansminister, 1885 blev han kungavald medlem för livstiden i magnatkammaren.